# Spasoasekuracja
Spasoasekuracja – pierwsza płyta wydana przez zespół Kanał Audytywny w 2003 roku.  

## Lista utworów
1. "Intro do" - 4:06
2. "Eksperymentowanie" - 3:34
3. "Przy mikrofonie mc luc" - 3:30
4. "Pokonuje mile" - 4:28
5. "Ze słuchawkami na uszach" - 3:19
6. "Utrwalamy wolne chwile" - 4:02
7. "Kanał sie prezentuje" - 1:53
8. "O laksie dwa słowa" - 2:22
9. "Jazzowywylew" - 6:32